# Banyan Vines
Banyan VINES (abrégé de Virtual Networking Systems) est un système d'exploitation, une suite de protocoles réseau et une suite de logiciels de communication pour les serveurs commercialisé par la société Banyan Systems Inc entre 1985 et 1999. VINES comporte un service de partage de fichiers, de partage d'imprimantes, un service d'annuaire. Il permet d'interconnecter des ordinateurs personnels, avec des mainframe.
Le système d'exploitation VINES est basé sur le noyau Unix System V modifié par Banyan Inc en vue de lui ajouter les capacités d'un système temps réel nécessaire aux outils de communication. 
VINES était avec Novell Netware, IBM LAN Server et Microsoft LAN Manager un des environnements réseaux les plus connus lorsqu'il a été déclaré obsolète par Banyan en 1999,.

## Histoire
Le Virtual Networking System (abr. VINES) est mis sur le marché en 1985. Il est présenté comme une solution tout en un destinée à fédérer les ressources d'un réseau informatique, dans des réseaux où chaque ressource est mise à disposition par un produit différent utilisant une technologie différente. VINES offre une manière uniforme d'accéder à toutes les ressources, qui sont inscrites automatiquement dans un annuaire, ce qui les rend plus facile à repérer. Le produit vendu par Banyan comprend le matériel et le logiciel nécessaire pour accéder à des services via des réseaux utilisant différentes technologies (X.25, Ethernet ou modem), une suite de services réseaux tels que partage de fichiers, partage d'imprimantes, courrier électronique et annuaire, ainsi que le matériel et le logiciel nécessaire pour permettre l'accès à des services offerts par différents ordinateurs, notamment les mainframe IBM.
En 1994 Banyan Systems décide de vendre séparément sa suite de logiciels pour serveurs et son système d'exploitation VINES. Le constat de Steven Wong de la société Gottlieb Steen & Hamilton est que « VINES est un système d'exploitation propriétaire et fermé, qui fonctionne uniquement avec les ordinateurs pour lesquels il a été certifié par Banyan, ce qui limite l'offre de logiciels tiers, notamment de sauvegarde ». Diverses moutures de la suite de logiciels de communication sont mises en vente, destinées aux systèmes d'exploitation Unix AIX, Solaris, SCO Unix et HP/UX. L'objectif est d'obtenir la même image, c'est-à-dire la même suite de services, les mêmes commandes et les mêmes icônes quel que soit le système d'exploitation sous-jacent.
En 1997, des clients - parfois de longue date - de Banyan, frustrés par le manque de logiciels applicatifs pour VINES et soucieux concernant l'avenir de la société, recherchent à se passer de VINES. Parmi ces clients il y a des grandes entreprises et des agences du service public, qui possèdent des dizaines de serveurs VINES, et pour lesquels le remplacement de ceux-ci demande beaucoup de temps et d'argent. Les constructeurs concurrents tels que Microsoft et Novell mettent sur le marché des outils informatiques destinés à faciliter le remplacement de serveurs VINES par un autre produit, et les clients font appel à des sociétés de services en informatique pour les aider dans les opérations. Durant l'année 1997 la société Trellis Network Services effectue simultanément entre 40 et 50 missions au service de clients qui recherchent à se passer de Banyan VINES. 95 % des clients optent pour le remplacement graduel des serveurs VINES. Les outils fournis par Microsoft et Novell permettent de récupérer les inscriptions qui se trouvent dans l'annuaire de VINES, et de les transférer dans un autre annuaire ou une base de données; d'autres outils permettent également de récupérer les boîtes au lettres de courrier électronique des serveurs VINES et les transférer vers un autre serveur de courrier. Certains clients, déçus des résultats, et du coût - sous-estimé - des opérations, installent alors les services de Banyan sur leurs serveurs Windows NT.
En 1999 la société Banyan est devenue ePresence, un fournisseur d'accès Internet et déclare que les produits VINES sont dépassés.

## Technologie
La suite de logiciels de VINES est fondée sur le principe du client-serveur et utilise une pile de protocoles réseaux propriétaires, définis par Banyan Inc et dérivés de la pile de protocoles XNS (en) de Xerox, de laquelle est également dérivée IPX/SPX de Novell. Les différents protocoles de VINES se placent entre les niveaux 3 et 7 du modèle OSI, qui comporte 7 niveaux. Il y a deux protocoles propriétaires équivalents du ARP et du RIP. Les protocoles de Banyan sont reconnus par les produits réseau de Cisco, ceci à la suite d'un accord de coopération entre Cisco et Banyan et sont maintenant dépassés par la pile de protocoles TCP/IP.
Le protocole VIP (VINES Internetworking Protocol) sert à interconnecter des réseaux, il est fondé sur des adresses de 48 bits : 32 bits sont utilisés pour le numéro du réseau et 16 bits pour le numéro de l'ordinateur sur son réseau. Quant au protocole ICP (Internetworking Control Protocol), il est utilisé pour effectuer du routage, et signaler des erreurs de transmission. Lorsqu'un client se connecte à un réseau VINES, il envoie une demande à tous les serveurs (broadcast), et s'associe automatiquement au réseau du premier serveur qui répond à la demande, une technique également utilisée avec le protocole AppleTalk.
VINES comporte 3 protocoles de niveau 4 sur le modèle OSI, qui permettent d'envoyer des paquets isolés, des messages composés au maximum de 4 paquets, ou des flux composés d'un nombre illimité de paquets. Les protocoles de niveau 5 à 7 sont fondés sur le modèle des remote procedure call et le protocole NetRPC et sont destinés au partage de fichiers, d'imprimantes, ainsi qu'au service d'annuaire StreetTalk de VINES.